# 은하 3호
은하 3호(銀河-3號, Unha-3)는 2012년에 계획 및 실행된 조선민주주의인민공화국 최초의 위성 발사용 우주발사체이다. 광명성 3호를 발사하기 위해 개발된 것으로, 은하 2호 이후 새롭게 만든 발사체이다.
은하 3호는 당초 김일성 탄생 100주년을 기념하는 행사로 계획되었으며, ""국가우주개발계획에 따라 우주개발기관을 확대강화하고 정지위성을 포함해 나라의 경제발전에 필수적인 각종 실용위성들을 계속 쏘아 올리겠다."고 2012년 11월 15일에 유엔총회 제67차 전원회의에서 밝힌 바에 따라 발사되었다.

## 발사 역사
| 일시             | 발사장               | 위성                              | 결과 |
| 2012년 4월 13일  | 동창동 미사일 발사장 | 조선민주주의인민공화국 광명성 3호 | 실패 |
| 2012년 12월 12일 | 동창동 미사일 발사장 | 조선민주주의인민공화국 광명성 3호 | 성공 |

### 1차 발사
2012년 3월 16일, 조선민주주의인민공화국에서 4월 12일에서 4월 16일 사이 지구 궤도로 인공위성을 발사하겠다고 발표하였다. 이어 조선우주공간기술위원회에서는 3월 28일 광명성 3호 계획을 발표하였고, 2년간 지구궤도 500 km 상공에 있을 위성이라 밝혔다.
이어 2012년 4월 13일 22:38:55 GMT, 계획대로 은하 3호를 발사했지만 2단계에서 속력이 부족하여 실패하였다.

### 2차 발사
2012년 11월 23일, 디지털글로브 위성사진에서 동창동 미사일 발사장에 새로운 로켓이 건조되는 것이 발견되어 2차 발사 준비 사실이 알려졌다.
이후 2012년 12월 1일, 조선우주공간기술위원회에서 은하 3호 발사계획을 12월 10일에서 12월 22일 사이로 결정했다고 알렸다. 이후 연기를 발표했다가 정규 일정대로 12월 12일 발사를 하고, 이는 궤도에 안정적으로 광명성 3호를 올려보냈다.

## 설계
은하 3호의 설계에 대해서는 거의 공개된 정보가 없으나, 서방측 전문가들은 당국에서 직접 공개한 발사체 사진과 발사 영상, 기술교류가 있었을 것으로 추정되는 기타 미사일 및 발사체 등으로부터 설계와 성능을 추정하였다. 또한 2차 발사때 서해에 낙하한 1단 잔해를 대한민국에서 수거, 분석하여 1단에 대해서는 구체적인 분석을 할 수 있었다. 대한민국 국방부에서는 1단 산화제로 상온 보관이 가능한 적연질산을 사용하였다는 점에서 개발 목적이 탄도미사일 개발에 있다고 평가했지만, 마르쿠스 쉴러와 로버트 H. 쉬무커는 2단 및 3단에 저추력의 엔진을 사용하였다는 점에서 우주발사체 용도로 추정하였다. 이 분석에 의하면, 만일 장거리 미사일을 목적으로 개발하려 했다면 2단에 노동 엔진이나 비슷한 엔진을 사용하여 사거리가 최대 1,000 km까지 증가할 수 있으나, 우주발사체를 목적으로 개발한다면 저추력 엔진을 사용하여 도중에 엔진을 정지시킬 필요 없이 효율적으로 발사할 수 있다고 한다. 현재 설계대로라면 은하 3호는 700 kg의 화물을 8,000 km 거리까지 발사할 수 있을 것으로 추정된다.

### 1단

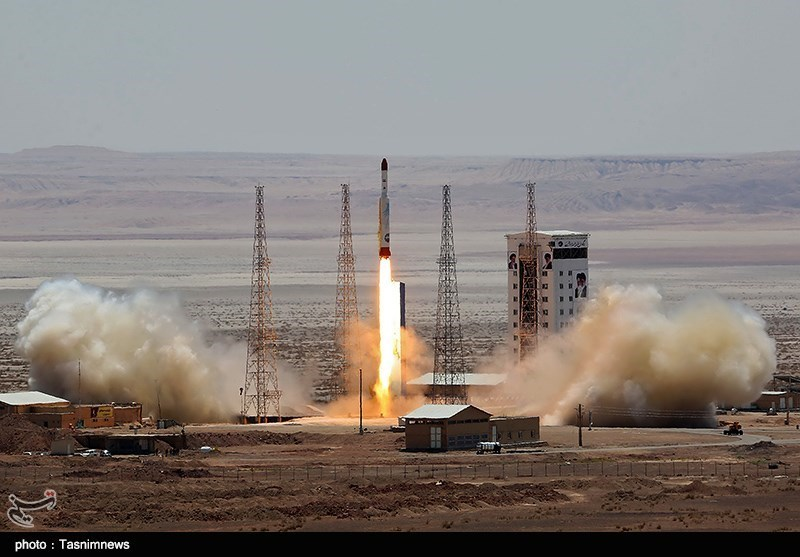
2017년 이란의 시모르그 로켓

대한민국 국방부의 분석에 의하면, 1단에는 4개의 노동 엔진과 4개의 보조 엔진이 장착된다. 각각의 노동 엔진은 27톤의 추진력을 내는 것으로 보이며, 3톤의 추력을 가진 보조 엔진은 주 엔진 사이에 위치하며 ±36°까지 구동이 가능한 구동부가 있어 전체 로켓의 방향을 제어한다. 연료 및 산화제는 터보펌프에 의해 공급되며, 주엔진은 재생냉각 방식으로 냉각된다. 연료로는 케로신에 일부 탄화수소계열 화합물이 첨가된 혼합물을, 산화제로는 적연질산을 사용한다. 연료통과 산화제통은 부식을 방지하고 경량화를 달성하기 위해 알루미늄-마그네슘 합금(AlMg6)을 사용하였다. 1, 2단 분리는 폭압형 외피 파단방식(MDF, Mild Detonation Fuse)을 사용하며, 절단장치와 가속모터, 제동모터로 구성된다. 또한 비행종단 UHF 안테나는 동체의 정확한 제어를 위해 180˚ 방향에 두 개가 장착되어 있다.
국제 연합 안전 보장 이사회 결의 1874에 따른 전문가 그룹에서 국제 연합 안전 보장 이사회 결의 2094에 따라 제출한 최종 보고서에 의하면, 1단 잔해에서는 총 14종의 해외산 부품들이 발견되었으며, 그 중 거의 대부분은 금수조치에 의해 제한되지 않은 품목이다. 구 소련에서 제작된 부품이 3종, 영국에서 3종, 중국에서 3종, 미국에서 4종, 스위스에서 1종, 대한민국에서 1종이 발견되었으며, 그 중 SDRAM 2개는 각각 미국과 한국에서 제작되었다. 구 소련에서 제작된 부품 3종 중 2종은 스커드 미사일의 부품을 분해하여 사용하였다. 일부는 시리얼 넘버를 읽을 수 있었지만, 나머지는 시리얼 넘버가 없거나 읽을 수 없을 정도로 손상되었다. 북한이 주체사상에도 불구, 금지된 프로그램을 위해 해외에서 부품을 획득하는 것은 북한의 공업 생산능력의 한계를 보여주는 것과 함께 북한에게 국제적으로 획득한 부품을 조립할 능력이 있다는 것을 보여준다고 평가하였다.
이란의 시모르그 로켓은 은하 3호를 수입한 것으로 추정되는데, 직경 2.4 m, 1단 SH-3B 엔진 4개, 총추력 1,538.6 kN, 연료 UDMH/산화제 N2O4라고 알려져 있다. SH-3B 엔진의 추력은 37톤이라고 한다.

### 상단
은하 3호의 2단과 3단에 대해서는 아직 명확하게 알려지지 않았다. 2009년 테어도어 포스톨은 당시 구할 수 있었던 정보에 근거하여 은하 2호의 2단이 구 소련의 R-27에서 유래하였다고 주장하였지만, 이후 밝혀진 사진을 근거로 한 연료/산화제 비율과 같은 증거들은 보다 구식의 스커드 기술이 사용되었다는 주장을 지지한다. 마르쿠스 쉴러와 로버트 H. 쉬무커에 의하면, 이 2단은 약 14.5톤의 추력을 가지고 있으며, 1단과 같은 케로신/적연질산 추진체를 사용한다. 3단에는 N2O4/UDMH 추진체를 사용하는 2.9톤급 엔진이 사용되었을 것으로 추정된다.

## 같이 보기
- 대포동 2호
- 은하 (로켓)
- 창정 1